# Vocabvlário da Lingoa de Iapam

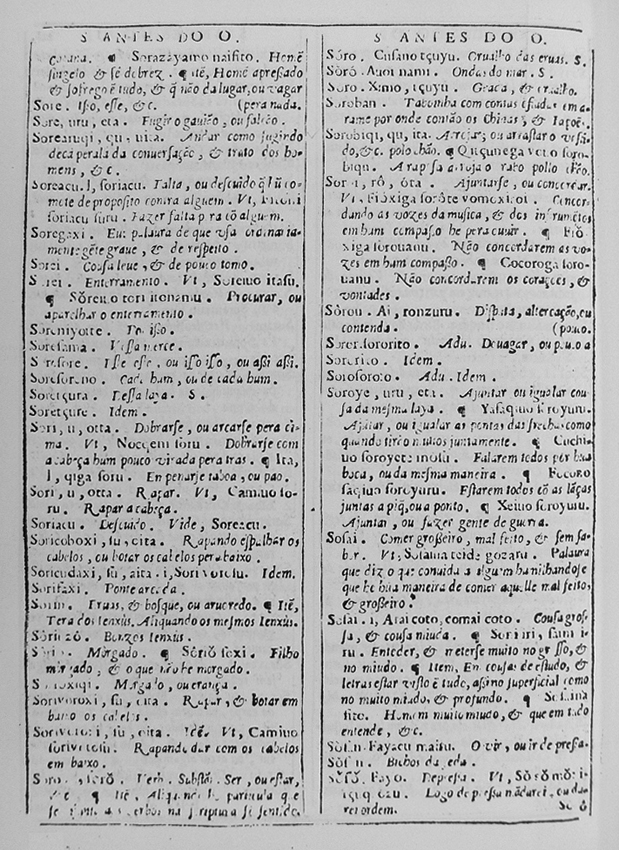
Página de muestra del diccionario Japonés-Portugiese "Vocabulario da Lingoa de Iapam com Adeclaração em Portugues", impreso en Nagasaki en 1603 por la Prensa Jesuita

El Vocabvlário da Lingoa de Iapam (日葡辞書, Nippojisho) es el primer diccionario japonés-portugués realizado y el primero que se traduce a una lengua occidental. Fue publicado en Nagasaki (Japón) en 1603. Explica 32.000 palabras en japonés traducidas al portugués. Existen una versión traducida al español (1630) y al francés (1869).

## Compilación
La Compañía de Jesús, con la cooperación de los japoneses, compiló el diccionario en un lapso de varios años. Para ellos, pretendía servir de ayuda a los misioneros para el estudio del idioma. Se cree que el sacerdote portugués João Rodrigues fue el organizador principal del proyecto. Con trabajos publicados como el Nihongo Bunten y Nihongo Kobunten que explican el idioma japonés a los misioneros, Rodrigues fue conocido en la comunidad portuguesa como el que más destreza tenía con el japonés, y se cree que fue él quien editó el diccionario.

## Estructura
Las alrededor de 32.000 entradas están ordenadas alfabéticamente. Cada palabra se muestra en el alfabeto latino, acorde a las convenciones portuguesas y se explica en portugués. Cuando era necesario, los autores identificaron palabras que pertenecían a dialectos regionales, formas habladas o escritas, el lenguaje de mujeres y niños, palabras formales y vulgares, y vocabulario budista. Esto provee una fuente valiosa a los lingüistas de hoy día sobre el idioma japonés tal como se hablaba durante el período Sengoku de la historia japonesa. El diccionario tiene información de rimas, pronunciaciones individuales, significados, usos lingüísticos, nombres de plantas y animales, frases populares y costumbres de la época.

## Ejemplos
- El nombre del país, 日本, tenía la pronunciación nihon (que se habría pronunciado nifon), nippon y jippon.
- La ciudad capital, 京都 (hoy Kioto) era kami mientras que Kyushu era shimo.
- La palabra 侍 (samurái) se refería a un noble, mientras que 武士 (bushi) se refería a un guerrero.
- La palabra 進退 (pronunciada shintai en el japonés moderno) era shindai, 抜群 (batsugun) era bakkun.
- La palabra rorirori significaba "que no se ha recuperado del susto".

- Datos: Q723637
- Multimedia: Nippo Jisho / Q723637